# Golf aux Jeux olympiques d'été de 2024
Pour des articles plus généraux, voir Golf aux Jeux olympiques et Jeux olympiques d'été de 2024.
Navigation
Tokyo 2020 Los Angeles 2028
Les épreuves de golf aux Jeux olympiques d'été de 2024 se tiennent sur les terrains du Golf national à Saint-Quentin-en-Yvelines dans le département des Yvelines, en France, du 1er au 10 août 2024. Il s'agit de la cinquième apparition du golf au programme des Jeux olympiques d'été, la troisième consécutive depuis sa réintégration en 2016 à Rio de Janeiro.
Comme lors des deux précédentes éditions, la compétition se compose de deux tournois en stroke-play, un masculin et un féminin, se tenant sur quatre jours et voit s'affronter 120 athlètes (60 hommes et 60 femmes).
La compétition masculine a été dominée par l'Américain Scott Scheffler, qui s'est emparé de la médaille d'or avec un score total de -19. Il a notamment réalisé une excellente performance lors de la dernière manche, signant un impressionnant score de 62, le meilleur de toute la compétition sur une seule journée. Le Britannique Tommy Fleetwood a remporté la médaille d'argent avec un score total de -18, tandis que le Japonais Hideki Matsuyama a complété le podium en décrochant le bronze avec un score de -17.
Dans la compétition féminine, la Néo-zélandaise Lydia Ko s'est imposée après un début de tournoi discret. Après avoir remporté l'argent à Rio de Janeiro en 2016 et le bronze à Tokyo en 2021, elle a progressivement pris l'avantage avec des scores de 67 et 68 lors des deuxième et troisième journées, pour finalement s'adjuger l'or avec un total de -10. L'Allemande Esther Henseleit, qui ne faisait pas partie des favorites, a réalisé une remontée spectaculaire en fin de tournoi, lui permettant de décrocher une inattendue médaille d'argent avec un score de -8. La Chinoise Lin Xiyu a quant à elle remporté la médaille de bronze.
Les deux tournois attirent environ 20 000 spectateurs par jour de compétition, générant une affluence notable. L'événement suscite un fort engouement populaire, notamment pour les quatre golfeurs français, créant une ambiance vibrante comparée à celle d'un match de football. Ce contraste marque une rupture avec l'atmosphère habituellement plus feutrée des parcours de golf.

## Préparation de l'évènement

### Désignation du pays hôte
La commission exécutive du Comité international olympique a sélectionné en décembre 2016 deux villes candidates officielles parmi une liste de cinq villes postulant à la candidature. Les deux villes retenues (Los Angeles et Paris) ont alors entamé la deuxième phase de la procédure.
À l'issue de celle-ci, le 13 septembre 2017 à Lima, au Pérou, après avoir étudié les dossiers de chaque ville, le jury décide, en raison de la qualité des deux candidatures, de désigner Paris comme ville hôte des Jeux olympiques de 2024 et Los Angeles pour ceux de 2028.

### Site des compétitions
Les épreuves masculines et féminines de golf se déroulent au Golf national situé à Saint-Quentin-en-Yvelines dans le département des Yvelines à une cinquantaine de kilomètres au Sud-Ouest de Paris et à quarante kilomètres du village olympique.

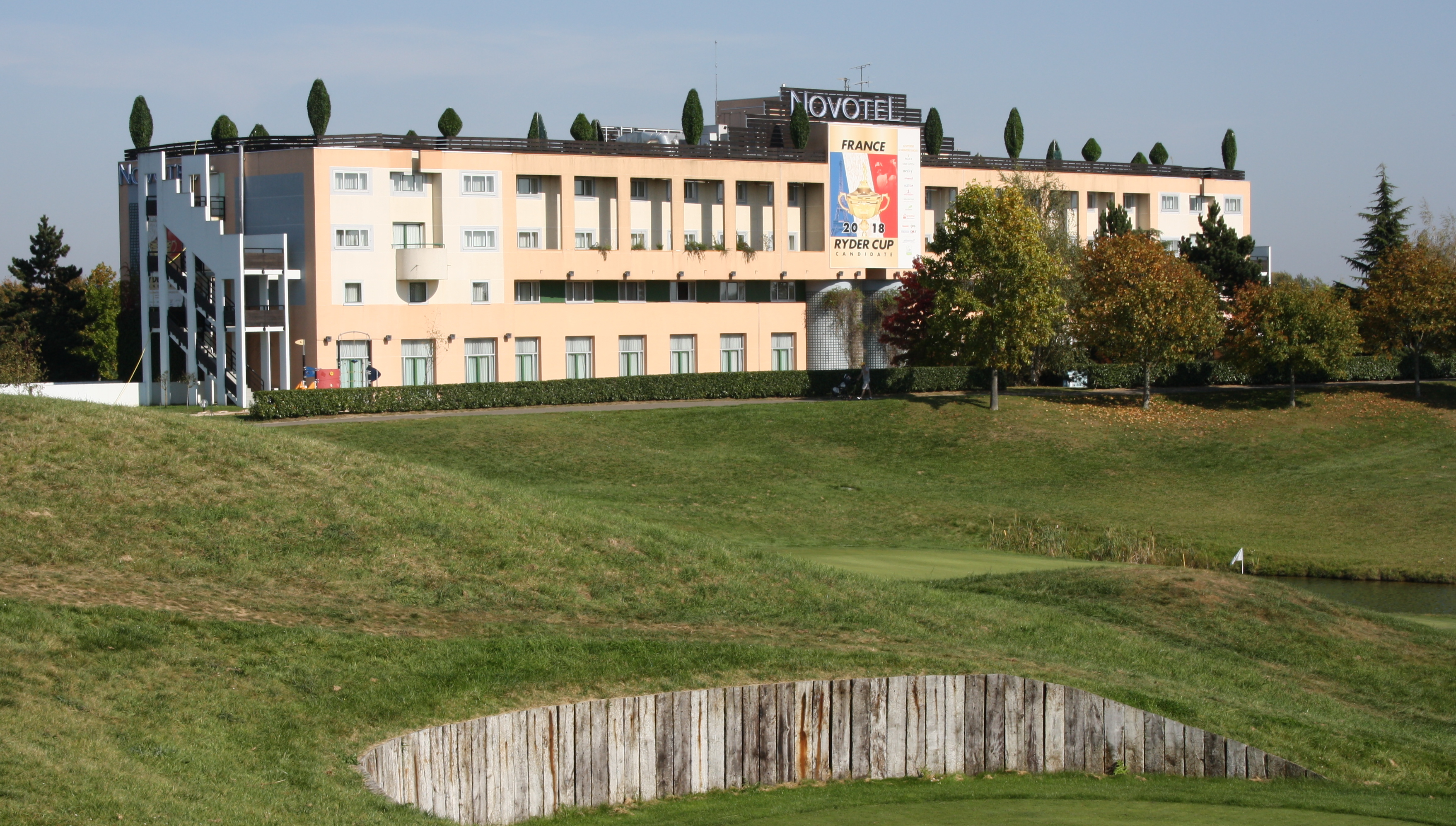
Le Golf national abrite également un hôtel.

Le site, inauguré le 5 octobre 1990 par le Secrétaire d'État chargé de la Jeunesse et des Sports Roger Bambuck, a été conçu par l'architecte Hubert Chesneau en collaboration avec Robert Von Hagge et le bureau d'étude de Pierre Thevenin. Il est constitué de trois parcours répartis sur près de 139 hectares : l'Albatros qui accueille les compétitions de haut niveau, l'Aigle pour les golfeurs de tous niveaux, ainsi que d'un parcours pour les débutants de 9 trous, l'Oiselet.
Depuis 1991 et à l'exception des éditions de 1999 et de 2001, le parcours du Golf national accueille chaque année l'Open de France, l'une des plus anciennes compétitions de golf d'Europe continentale et une des étapes du DP World Tour. Les parcours du Golf national ont également accueillis la 42e édition de la Ryder Cup en 2018, une première pour la France. Cette compétition, qui oppose tous les deux ans une équipe des États-Unis à une équipe composée des meilleurs joueurs européens, a été remporté par l'équipe européenne menée par le capitaine danois Thomas Bjørn. Du 24 août au 3 septembre 2022, il accueille également les Championnats du monde amateur.
Le parcours de l'Albatros, qui accueillera les compétitions olympiques, est décrit comme un tracé rugueux et spectaculaire, il permet aux joueurs d'attaquer en début de parcours avant de demander plus de contrôle,. Lors de la Ryder Cup, l'Américain Bubba Watson, déclare que c'est un « parcours de deuxième coup » alors que son compatriote Jordan Spieth estime qu'il privilégie un « concours de putting »,.
Le 31 mars 2022, la Fédération française de golf (FFG) a inauguré au sein du Golf national un un centre d'entraînement de formation pour les joueurs de haut niveau et les futurs champions. Pascal Grizot, le président de la FFG, estime que les « athlètes peuvent évidemment s’y entraîner au jeu, mais aussi effectuer leur préparation physique et mentale, suivre leur cursus scolaire et dormir sur place ».
Pour les Jeux olympiques de 2024, le Golf national disposera de 2 700 places assises et de 30 000 places debout. À l'instar des autres sites accueillant des compétitions olympiques dans le département des Yvelines (la Colline d'Élancourt, le jardin du château de Versailles, la vallée de Chevreuse et le Vélodrome national), le Golf national va bénéficier de travaux de « construction, rénovation ou d'amélioration significative de la qualité d'accueil » financés à hauteur de 10 millions d'euros par le Conseil départemental.
| Saint-Quentin-en-Yvelines, Yvelines                                           | \| Golf national \| |
| Golf national                                                                 | \| Golf national \| |
| Capacité : 32 700                                                             | \| Golf national \| |
| Un des parcours du golf national qui accueillera les Jeux olympiques de 2024. | \| Golf national \| |
| Golf national                                                                 |                     |

#### Dégradations des installations par des militants écologistes
Dans la nuit du 3 au 4 novembre 2023, des militants écologistes se sont introduits dans les installations du golf national et ont endommagé à coups de pioche le trou numéro 8, rendant la zone inutilisable. Des inscriptions et des tags revendiquant la préservation de la biodiversité ont été découverts sur les lieux avec des messages tels que « 220 km2 pour les golfs, 0 km2 pour la biodiversité » ou encore « Ils construisent des golfs, nous voulons des forêts ». Bien que les auteurs de ces actes ne se soient pas manifestés, leur modus operandi rappelle d'autres actions similaires menées par des militants écologistes.
Le président de la Fédération française de golf, Pascal Grizot, a condamné ces actes, plaidant pour des solutions par le dialogue plutôt que par des actions irresponsables. Il a souligné le faible impact du golf sur la consommation d'eau et les produits phytosanitaires, tout en affirmant que la fédération porterait plainte contre les auteurs des dégradations dont le coût est estimé à environ 2 000 euros. De plus, il a mis en avant les initiatives environnementales déployées par de nombreux golfs pour réduire leur empreinte écologique, notamment l'adoption de systèmes d'arrosage plus efficaces et la mise en place de programmes de réutilisation des eaux usées.

### Calendrier
Les épreuves de golf des Jeux olympiques de 2024 débutent au milieu de la première semaine olympique. La compétition masculine se déroule du jeudi 1er au dimanche 4 août 2024 tandis que le tournoi féminin se tient du mercredi 7 au samedi 10 août 2024. Toutes les manches de compétition débutent à 9 heures et terminent aux alentours de 18 heures, à l'exception des manches finales qui se concluront à 18 heures et 30 minutes.
- M1 : manche 1
- M2 : manche 2
- M3 : manche 3
- M4 : manche 4

| Date (août) →         |     |    |    |    |   |   |    |    |    |    |
| Date (août) →         | 1er | 2  | 3  | 4  | 5 | 6 | 7  | 8  | 9  | 10 |
| Épreuve ↓             | 1er | 2  | 3  | 4  | 5 | 6 | 7  | 8  | 9  | 10 |
| --------------------- | --- | -- | -- | -- | - | - | -- | -- | -- | -- |
| Compétition masculine | M1  | M2 | M3 | M4 |   |   |    |    |    |    |
| Compétition féminine  |     |    |    |    |   |   | M1 | M2 | M3 | M4 |

## Participation

### Critères de qualification
Comme lors des Jeux de Rio de Janeiro en 2016 et de Tokyo en 2020, un quota de 120 athlètes, 60 hommes et 60 femmes, a été imposé par le CIO pour les compétitions de golf. La qualification s'effectue par l'intermédiaire d'un classement olympique, distinct du classement mondial, établi par la Fédération internationale de golf du 27 juin 2022 au 17 juin 2024 pour les hommes et du 4 juillet 2022 au 24 juin 2024 pour les femmes,.
Le calcul du classement est basé sur une période continue de deux ans lors de laquelle des points sont attribués en fonction du classement des athlètes dans chacun des tournois pris en compte. Les points obtenus lors des treize dernières semaines sont intégralement comptabilités tandis que ceux obtenus auparavant sont dévalués de 1,1 % chaque semaine jusqu'à ne plus être pris en considération. Le classement est finalement établi en fonction de la moyenne de points que l'athlète parvient à accumuler. Pour calculer cette moyenne, il suffit de diviser le nombre total de points accumulé par le nombre de tournois disputés. Pour être éligible à la qualification, il est nécessaire que chaque golfeur ait participé au minimum à 40 tournois pour les hommes ou 35 pour les femmes et au maximum à 52 compétitions dans l'intervalle de deux ans.
En cas d'égalité au classement, les concurrents sont départagés tout d'abord au regard des points obtenus au classement mondial sur les 52 dernières semaines puis, si nécessaire, en comparant les points du même classement remportés pendant les treize dernières semaines.
Les quinze meilleurs golfeurs et golfeuses à la fin de la période de qualification seront éligibles à une qualification olympique, avec une limite de quatre quotas par comité national olympique. Au-delà du top quinze, les athlètes seront également qualifiables sur la base du classement mondial, avec un maximum de deux représentants par nation incluant ceux ayant obtenus un quota via les quinze premières places. Le pays hôte se verra garantir une place, tout comme chacun des cinq continents. En revanche, aucun quota ne sera attribué sur la base du principe d'universalité.

### Participants

Nations représentées par 1 athlète
Nations représentées par 2 athlètes
Nations représentées par 3 athlètes
Nations représentées par 4 athlètes
Nations représentées par 5 athlètes ou plus

À l'instar des deux précédentes éditions, plusieurs golfeurs ont fait part de leur volonté de ne pas être sélectionnés par leur comité national pour disputer le tournoi olympique de golf. Il s'agit notamment de l'Américain Brooks Koepka, de l'Anglais Tyrrell Hatton, du Sud-africain Louis Oosthuizen et du Belge Thomas Pieters. C'est également le cas de l'Australien Adam Scott et de l'Allemand Marcel Siem,. L'Autrichien Bernd Wiesberger, longtemps incertain quant à sa participation, a finalement décidé de renoncer aux Jeux olympiques malgré sa qualification. Il a préféré concentrer ses efforts sur les tournois finaux de la DP World Tour afin d'obtenir une carte pour le PGA Tour de la saison prochaine.
Par ailleurs, le Comité olympique néerlandais n'a pas autorisé Joost Luiten (classé 147e) et Darius van Driel (237e) à participer aux compétitions olympiques, exigeant non seulement un classement dans le top 27, mais aussi une réelle chance de médaille,. Joost Luiten, qui s'était classé 27e aux  Jeux de Rio de Jaineiro en 2016, a contesté cette décision en justice et a obtenu gain de cause. Cependant, malgré cette décision favorable, la Fédération internationale de golf a annoncé que la décision était intervenue trop tard et que le quota attribué aux Pays-Bas avait été réattribué au Finlandais Tapio Pulkkanen. Une demande ultérieure d'augmenter exceptionnellement le nombre de participants de 60 à 61 joueurs a été rejetée par le CIO, empêchant ainsi Joost Luiten de participer aux Jeux olympiques.
Du côté de la compétition féminine, la Néerlandaise Dewi Weber, à l'image de ses homologues masculins, n'a pas été autorisée à participer par le comité olympique néerlandais en raison d'un classement jugé insuffisant. Une décision similaire a été prise par le comité néo-zélandais à l'encontre de Momoka Kobori.
- Afrique du Sud (4)
- Allemagne (4)
- Argentine (2)
- Australie (4)
- Autriche (2)
- Belgique (3)
- Canada (4)
- Chili (2)
- Chine (4)
- Colombie (3)
- Corée du Sud (5)
- Danemark (4)
- Espagne (4)
- États-Unis (7)
- Finlande (3)
- France (4)
- Grande-Bretagne (4)
- Inde (4)
- Irlande (4)
- Italie (3)
- Japon (4)
- Malaisie (2)
- Maroc (1)
- Mexique (4)
- Norvège (4)
- Nouvelle-Zélande (4)
- Paraguay (1)
- Pays-Bas (3)
- Philippines (2)
- Pologne (1)
- Porto Rico (1)
- Singapour (1)
- Slovénie (2)
- Suède (4)
- Suisse (2)
- Taipei chinois (4)
- Tchéquie (2)
- Thaïlande (4)

## Compétition

### Format des épreuves
Le format des épreuves de golf des Jeux olympiques de 2024 est identique à celui des deux précédentes éditions. Il s'agit d'un tournoi en stroke-play jouées sur 72 trous (un parcours de 18 trous joués quatre jours consécutifs). Le compétiteur qui finit avec le plus petit nombre de coups à la fin des quatre journées remporte la médaille d'or. En cas d'égalité pour les première, deuxième et troisième places, un barrage en trois trous décidera des médaillés. Il n'y a pas de cut à l'issue des deux premières journées.

### Épreuve masculine

#### Classement final
| Rang                                | Athlète           | Nationalité     | Manche 1 | Manche 2 | Manche 3 | Manche 4 | Total | Par |
| ----------------------------------- | ----------------- | --------------- | -------- | -------- | -------- | -------- | ----- | --- |
| Médaille d'or, Jeux olympiques      | Scott Scheffler   | États-Unis      | 67       | 69       | 67       | 62       | 265   | -19 |
| Médaille d'argent, Jeux olympiques  | Tommy Fleetwood   | Grande-Bretagne | 67       | 64       | 69       | 66       | 266   | -18 |
| Médaille de bronze, Jeux olympiques | Hideki Matsuyama  | Japon           | 63       | 68       | 71       | 71       | 267   | -17 |
| 4                                   | Victor Perez      | France          | 70       | 67       | 68       | 63       | 268   | -16 |
| T5                                  | Rory McIlroy      | Irlande         | 68       | 69       | 66       | 66       | 269   | -15 |
| T5                                  | Jon Rahm          | Espagne         | 67       | 66       | 66       | 70       | 269   | -15 |
| 7                                   | Nicolai Højgaard  | Danemark        | 70       | 70       | 62       | 68       | 270   | -14 |
| 8                                   | Tom Kim           | Corée du Sud    | 66       | 68       | 69       | 68       | 271   | -13 |
| T9                                  | Corey Conners     | Canada          | 68       | 69       | 69       | 66       | 272   | -12 |
| T9                                  | Jason Day         | Australie       | 69       | 68       | 67       | 68       | 272   | -12 |
| T9                                  | Joaquín Niemann   | Chili           | 66       | 70       | 68       | 68       | 272   | -12 |
| T9                                  | Thomas Detry      | Belgique        | 71       | 63       | 69       | 69       | 272   | -12 |
| T9                                  | Xander Schauffele | États-Unis      | 65       | 66       | 68       | 73       | 272   | -12 |
| T14                                 | Wyndham Clark     | États-Unis      | 75       | 68       | 65       | 65       | 273   | -11 |
| T14                                 | Thorbjørn Olesen  | Danemark        | 71       | 68       | 66       | 68       | 273   | -11 |

### Épreuve féminine

#### Classement final
| Rang                                | Athlète            | Nationalité      | Manche 1 | Manche 2 | Manche 3 | Manche 4 | Total | Par |
| ----------------------------------- | ------------------ | ---------------- | -------- | -------- | -------- | -------- | ----- | --- |
| Médaille d'or, Jeux olympiques      | Lydia Ko           | Nouvelle-Zélande | 72       | 67       | 68       | 71       | 278   | -10 |
| Médaille d'argent, Jeux olympiques  | Esther Henseleit   | Allemagne        | 72       | 73       | 69       | 66       | 280   | -8  |
| Médaille de bronze, Jeux olympiques | Lin Xiyu           | Chine            | 71       | 70       | 71       | 69       | 281   | -7  |
| T4                                  | Bianca Pagdanganan | Thaïlande        | 72       | 69       | 73       | 68       | 282   | -6  |
| T4                                  | Hannah Green       | Australie        | 77       | 70       | 66       | 69       | 282   | -6  |
| T4                                  | Amy Yang           | Corée du Sud     | 72       | 71       | 70       | 69       | 282   | -6  |
| T4                                  | Miyū Yamashita     | Japon            | 71       | 70       | 68       | 73       | 282   | -6  |
| T8                                  | Hsu Wei-ling       | Taipei chinois   | 74       | 69       | 72       | 68       | 283   | -5  |
| T8                                  | Rose Zhang         | États-Unis       | 72       | 70       | 67       | 74       | 283   | -5  |
| T10                                 | Maja Stark         | Suède            | 72       | 72       | 71       | 69       | 284   | -4  |
| T10                                 | Yin Ruoning        | Chine            | 72       | 65       | 75       | 72       | 284   | -4  |
| T10                                 | Mariajo Uribe      | Colombie         | 70       | 70       | 71       | 73       | 284   | -4  |

## Résultats

### Podiums
| Épreuves         | Or                    | Argent                 | Bronze                 |
| ---------------- | --------------------- | ---------------------- | ---------------------- |
| Tournoi masculin | Scott Scheffler (USA) | Tommy Fleetwood (GBR)  | Hideki Matsuyama (JPN) |
| Tournoi féminin  | Lydia Ko (NZL)        | Esther Henseleit (GER) | Lin Xiyu (CHN)         |

### Tableau des médailles
| Rang  | Nation           | Or | Argent | Bronze | Total |
| ----- | ---------------- | -- | ------ | ------ | ----- |
| 1     | États-Unis       | 1  | 0      | 0      | 1     |
| 1     | Nouvelle-Zélande | 1  | 0      | 0      | 1     |
| 2     | Allemagne        | 0  | 1      | 0      | 1     |
| 2     | Grande-Bretagne  | 0  | 1      | 0      | 1     |
| 3     | Chine            | 0  | 0      | 1      | 1     |
| 3     | Japon            | 0  | 0      | 1      | 1     |
| Total | Total            | 2  | 2      | 2      | 6     |